# Émile Reinaud
Pour l’article ayant un titre homophone, voir Émile Reynaud.
Pour les articles homonymes, voir Reinaud.
Émile Reinaud, né le 12 mars 1854 à Vauvert (Gard) et mort le 21 novembre 1924 à Nîmes, est un avocat, homme politique et essayiste français. Maire de Nîmes de 1892 à 1900, il est président puis secrétaire perpétuel de l'Académie de Nîmes au début du XXe siècle.

## Biographie

### Famille
Né dans une famille protestante du sud de la France, Alfred Émile Reinaud est le fils de Jacques Reinaud, né en 1816, pharmacien à Vauvert (Gard), et d'Émilie Maroger, née vers 1828. Il a un frère, Sully (1852-1925), devenu pharmacien et conseiller municipal à Vauvert.
Le 5 octobre 1881, Émile Reinaud épouse à Nîmes Claire Lombard (1854-1939), nièce du peintre Charles Jalabert. Ils ont ensemble trois enfants. L'aîné, Paul (1886-1923), docteur en droit et avocat, décède à 36 ans des suites d'une blessure de guerre, laissant 6 enfants en bas âge. Le deuxième enfant d'Émile Reinaud, Charlotte, meurt à l'âge de 10 ans. Sa dernière fille, Hélène (1884-1962), épouse Rostain, est la seule à ne pas mourir avant lui.

### Avocat

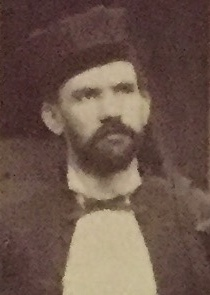
en 1889, portant la toque et la robe d'avocat.

Après des études secondaires au lycée de garçons de Nîmes, Émile Reinaud ne poursuit pas — contrairement à son père et son frère — des études de pharmacie. Il choisit le droit et, après être passé par l'université de Montpellier, obtient en 1879 un doctorat à la faculté de droit de Paris. À partir de cette date, il exerce comme avocat à la cour d'appel de Nîmes. Membre du conseil de l'ordre, il est aussi président du bureau de l'assistance judiciaire. En 1909, il est élu bâtonnier du barreau de la ville, puis réélu pour les années 1910 et 1911.
Raymond Huard le cite comme un exemple de la forte présence des avocats nîmois au sein du milieu politique local.

### Maire de Nîmes
En 1891, il est élu conseiller municipal à Nîmes et nommé premier adjoint au maire. L'année suivante, de nouvelles élections municipales ont lieu et Émile Reinaud est élu maire. Son élection, puis sa réélection en 1896, mettent fin à la grande instabilité municipale qui régnait depuis 1888.
Au cours de ses deux mandats, il enclenche un vaste processus de transformation de Nîmes. Il modernise les infrastructures de la ville en développant les réseaux de gaz, d'électricité et de téléphone, engage de grands travaux d'assainissement (adduction d'eau, tout-à-l'égout, forages, pavage des boulevards…) et crée une ligne de tramway électrique. Il agit aussi pour la formation et l'emploi en faisant construire de nombreux groupes scolaires ainsi que la bourse du travail. Il œuvre enfin pour la culture en rénovant plusieurs grands monuments (le Grand Théâtre, le temple de Diane) et en faisant construire ou installer plusieurs centres culturels (le conservatoire de musique, le muséum d'histoire naturelle, le musée archéologique).

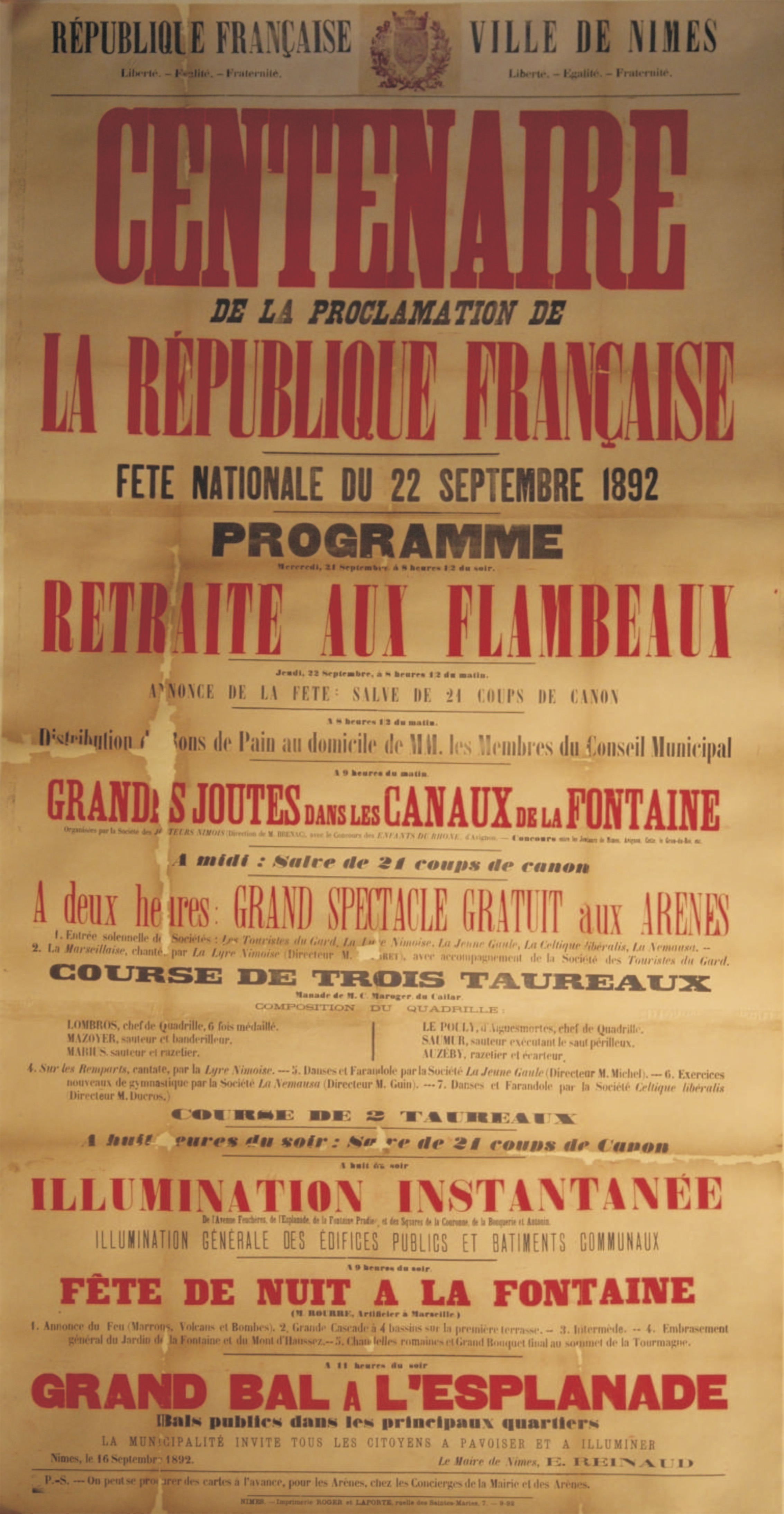
Affiche d'invitation par le maire Émile Reinaud aux célébrations du centenaire de la proclamation de la République, en 1892, comprenant une course de taureaux.

Fervent défenseur de la tauromachie, Émile Reinaud est président d'honneur de l'Union taurine nîmoise (UTN). Il est connu pour avoir organisé, deux ans après son élection comme maire de Nîmes, la « corrida de la contestation ». Décidant de passer outre à la loi Grammont (1850) et la circulaire Waldeck-Rousseau (1884) qui interdisaient les corridas et novilladas, il enclenche ainsi un mouvement de résistance pour préserver les pratiques tauromachiques espagnoles en France. Cet événement, considéré comme la naissance symbolique de la feria de Nîmes, est le premier d’une longue série de manifestations taurines qui conduiront le législateur à autoriser de telles pratiques lorsqu'« une tradition locale peut être invoquée » (loi du 24 avril 1951).

### Autres activités

#### Sociabilité savante
Le 10 février 1894, il est élu membre de l'Académie de Nîmes. Il y occupe, jusqu'à sa mort, le siège laissé vacant par Eugène Bolze. Le 7 janvier 1905, il devient président de l'Académie (mandat d'un an), puis est élu secrétaire perpétuel de l'institution en 1918,. À sa mort, son fauteuil est attribué à Maurice Méric, et le président d'alors, Fernand Roux, prononce son éloge funèbre.
Dans les années 1870, il participe au Barancage, société amicale fondée par Frédéric Paulhan et qui réunit des notables protestants. Durant la Belle Époque, il fait aussi partie du groupe d'intellectuels qui se réunit chez le bibliothécaire Albert Poussigue, cénacle où Camille Pitollet (de) voit « un des derniers asiles de l'intelligence nîmoise ».

#### Littérature

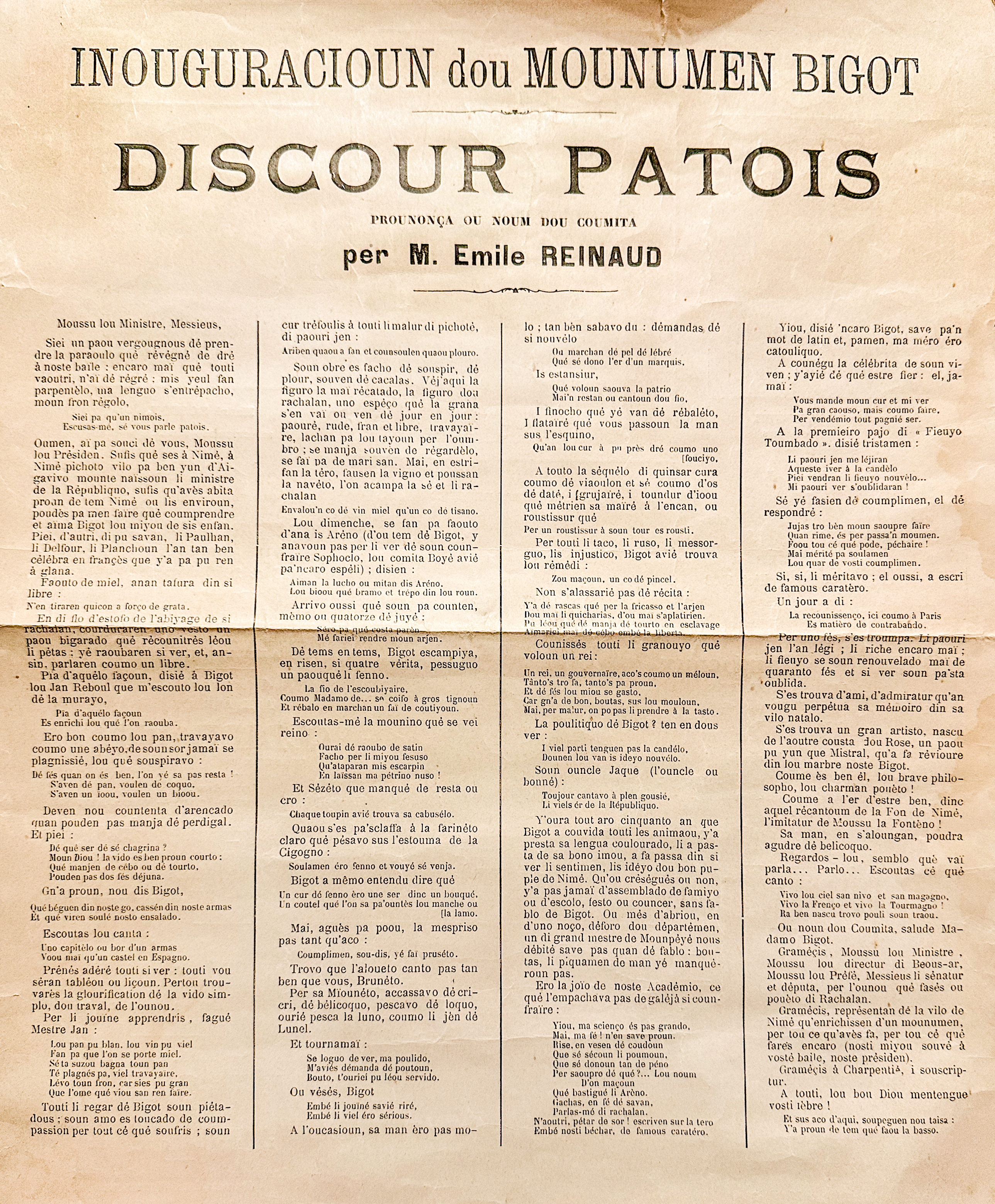
Discours patois d'Émile Reinaud en 1903.

Émile Reinaud est l'auteur du premier rapport sur la loi du 21 mars 1884, étudiant les aspects juridiques, historiques et économiques de la reconnaissance des syndicats professionnels en France. Il est également l'auteur d'une biographie de référence sur Charles Jalabert, primée par l'Académie française, et jugée par Christophe Teissier « particulièrement complète et agréable à consulter ».
Il écrit par ailleurs de nombreux textes de poésie, publiés notamment par l'Académie de Nîmes. Son inspiration puise particulièrement dans les paysages cévenols et les traditions du Sud-Est. Certains de ses poèmes sont écrits en provençal ; en 1903, il donne même un discours dans ce dialecte à l'occasion de l'inauguration de la statue d'Antoine Bigot dans les jardins de la Fontaine, à Nîmes.
En 1919, il est l'un des parrains de la société félibréenne Nemausa, créée par Albert Éloy-Vincent.
Il est membre honoraire de la Société scientifique et littéraire d'Alais (aujourd'hui Alès).

#### Guerre
Nommé officier de réserve en 1880, il sert comme sous-lieutenant puis comme capitaine au 117e régiment d'infanterie territoriale. Durant la Première Guerre mondiale, il préside la Commission de contrôle des œuvres de guerre. Il est ensuite vice-président de l'Office départemental des pupilles de la Nation et président de la section permanente du Gard ; il organise régulièrement des corridas au profit de cette œuvre.

## Hommages

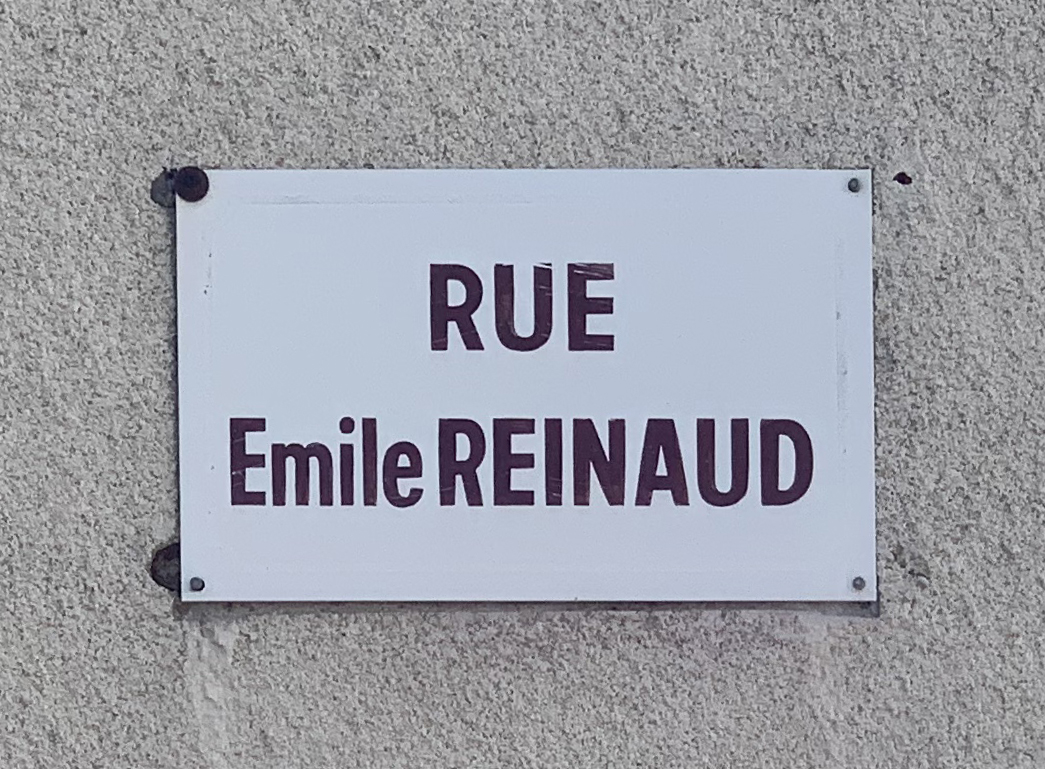
Plaque odonymique à Nîmes.

### Distinctions
- Officier de la Légion d'honneur (1920)[8].
- Officier de l'Instruction publique (1894)[8].
- Prix littéraire Montyon de l'Académie française (1904) pour son ouvrage sur Charles Jalabert[25].
- Médaille d'or de l'Académie de Nîmes (1885) pour son étude sur les syndicats professionnels en France[26].

### Postérité
- Une rue porte son nom à Nîmes.

## Publications
- Émile Reinaud, Les Syndicats professionnels : leur rôle historique et économique avant et depuis la reconnaissance légale, la loi du 21 mars 1884, Paris, Guillaumin, 1886 (lire en ligne).
- Émile Reinaud, La Jeunesse de Charles Jalabert, Nîmes, Chastanier, 1902  — tiré à part d'un article paru dans le t. XXV des Mémoires de l'Académie de Nîmes.
- Émile Reinaud (préf. Jean-Léon Gérôme, de l'Institut), Charles Jalabert : l'homme, l'artiste – D'après sa correspondance, Paris, Hachette, 1903 (lire en ligne sur Gallica).
- Émile Reinaud, Aux arènes de Nîmes, 1906.
- Émile Reinaud, La Fille de Jephté : 2 actes en vers, Nîmes, Imprimerie A. Chastanier, 1924.
- Émile Reinaud (préf. Gaston Cadix, intro. et photogr. Louis Balsan), Beautés des Causses et Cévennes : poésies régionales, Anduze, Imprimerie du Languedoc, 1958 (posthume).